# Stora Iglatjärnen
Stora Iglatjärnen är en sjö i Marks kommun i Västergötland och ingår i Viskans huvudavrinningsområde.